# Sint-Lambertuskerk (Neeritter)

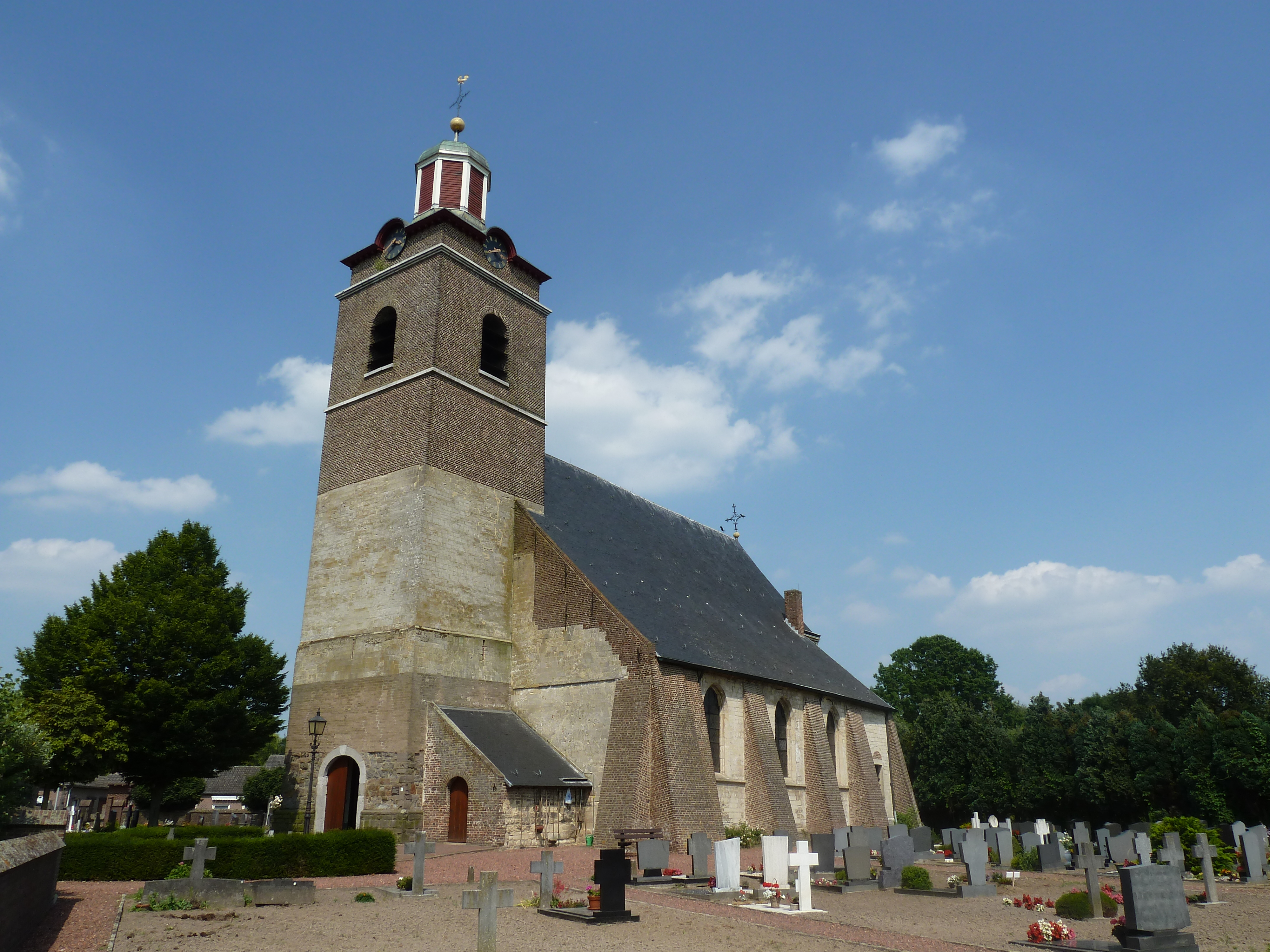
Sint-Lambertuskerk

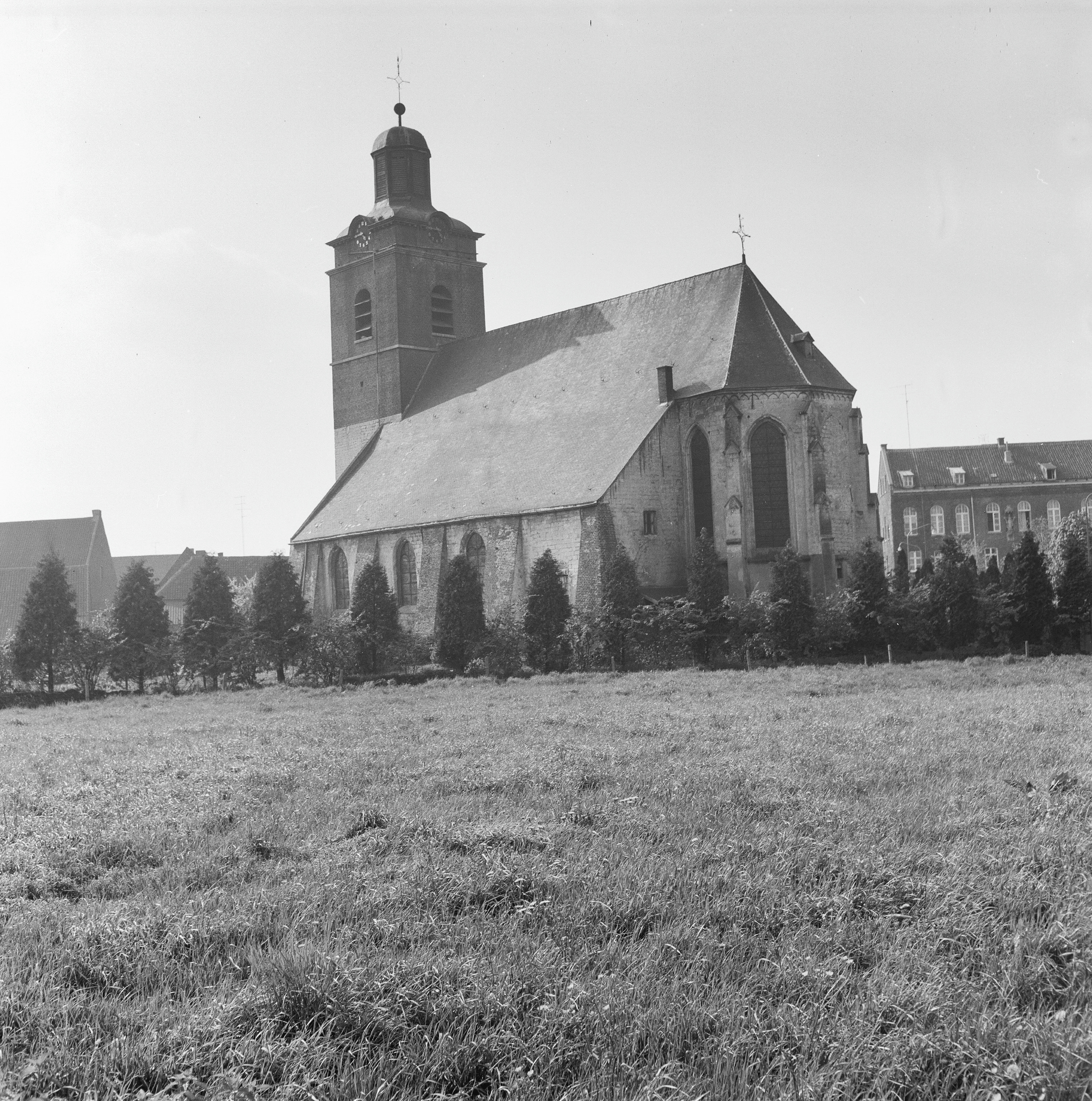
Sint-Lambertuskerk

De Sint-Lambertuskerk is de parochiekerk van Neeritter, gelegen aan Molenstraat 2, in de Nederlandse gemeente Leudal.

## Geschiedenis
Het oudste deel van de kerk is een romaanse toren uit de 13e eeuw, vervaardigd van tufsteen en kolenzandsteen. In de 14e eeuw werd deze verhoogd, wat werd uitgevoerd in mergelsteen. Ook werd in de 14e eeuw het huidige schip opgetrokken in gotische stijl. Hier werd mergelsteen voor gebruikt. Het huidige koor is 15e-eeuws en werd vervaardigd uit koolzandsteen en mergelsteen. Omstreeks 1525 werd de zuidelijke zijbeuk verbreed en einde 16e eeuw werd een sacristie aangebouwd. In 1842 werd de toren opnieuw verhoogd, nu uitgevoerd in baksteen, en voorzien van een lantaarn met helmdak. Ook werd de zuidelijke zijbeuk toen onder één dak met het schip gebracht.
In 1973-1974 werd de kerk gerestaureerd.

## Interieur
In de kerk vindt men hardstenen pilaren, die zijn voorzien van maaskapitelen. Het schip heeft een vlakke zoldering en de zijbeuken hebben kruisgewelven. Achter het hoofdaltaar bevindt zich een muurschildering van wierookzwaaiende engelen, en in de zijbeuken vindt men muurschilderingen van respectievelijk Sint-Christoffel en de doop van Christus in de Jordaan. Deze schilderingen stammen uit omstreeks het midden van de 16e eeuw.
De kerk bezit drie barokke altaren van ongeveer 1700, 17e-eeuwse koorbanken, een 18e-eeuwse communiebank in rococostijl, en een 17e-eeuwse biechtstoel. Het marmeren doopvont is van 1830.
Verder zijn er diverse houten beelden, zoals een groot kruisbeeld uit de 1e helft van de 16e eeuw, een klein kruisbeeld uit de 18e eeuw, heiligenbeelden zoals Sint-Ambrosius (2e helft 16e eeuw), twee Madonna's (17e en 18e eeuw), Sint-Lucia (17e eeuw), Sint-Lambertus en Sint-Jozef (1e kwart van de 17e eeuw). Ook zijn er beelden in terracotta uitgevoerd: Sint-Anna met Maria, en Sint-Barbara (17e eeuw).
Het orgel werd in 1863 gebouwd door de firma Pereboom & Leijser. Hierbij werden onderdelen (orgelkast, pijpen) van een ouder orgel gebruikt.